# 거저우바 댐

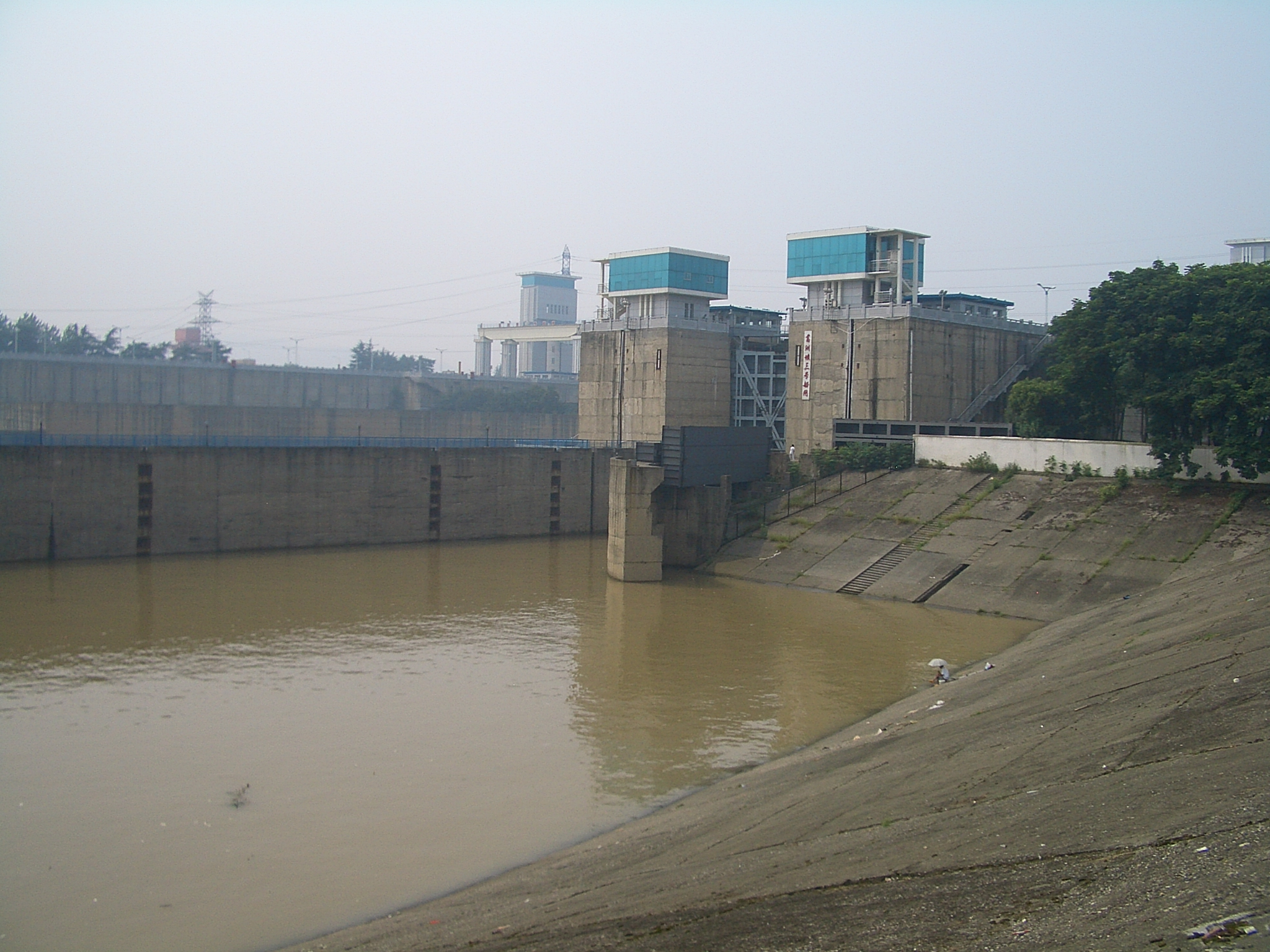

거저우바 댐(중국어: 葛洲坝) 또는 거저우바 수리 센터 공정(중국어: 长江葛洲坝水利枢纽工程)은 후베이성 이창시 근처 장강 위에 1970년 12월 30일에 공사를 시작하여 1988년 12월 10일에 완공된 중국 정부의 대규모 국책 사업이었다. 댐의 높이는 47미터, 저수량 15.8억 입방미터이다. 이 댐의 총 전기 생산량은 2,715 MW이다.